# Karang Jaya (Prabumulih Timur)
Karang Jaya is een bestuurslaag in het regentschap Prabumulih van de provincie Zuid-Sumatra, Indonesië. Karang Jaya telt 3284 inwoners (volkstelling 2010).